# 天主教得撒洛尼宗座代牧區
天主教得撒洛尼宗座代牧區（拉丁語：Vicariatus Apostolicus Thessalonicensis）是羅馬天主教在希臘的一個宗座代牧區。直屬教廷。成立於1926年3月18日。 
總教區範圍包括希臘東北部地區，座堂位於得撒洛尼。2010年有教友8,100人，佔轄區總人口0.2%。教區下轄四個堂區，分別於位得撒洛尼、佛洛斯、卡瓦拉和亞歷山德魯波利斯，有八名司鐸。自1929年起代牧席位懸空，現任宗座署理為楊尼斯·斯匹特利斯。